# Schroff-Record
Schroff-Record is een historisch merk van motorfietsen.
De bedrijfsnaam was: Georg Schroff, Motorradbau, Berlin (1923-1925).
Duits bedrijf dat eenvoudige 148cc-tweetakten bouwde.
Georg Schroff was een van de honderden Duitse producenten die rond 1923 begonnen met de levering van lichte, goedkope motorfietsjes. De concurrentie was enorm en bovendien waren er grote bedrijven als DKW en Zündapp die dezelfde markt bedienden. In 1925 eindigde de productie van Schroff, net als die van ruim 150 andere kleine merken.